# Спиваков, Борис Яковлевич
Борис Яковлевич Спиваков (19 мая 1941 — 8 апреля 2022) — советский и российский химик, член-корреспондент РАН (2003), лауреат премии имени Л. А. Чугаева (1989), премии имени В. Г. Хлопина (2004).

## Биография
Родился 19 мая 1941 года.
В 1963 году окончил Московский институт стали и сплавов.
В 1968 году окончил аспирантуру Института геохимии и аналитической химии РАН имени В. И. Вернадского, где в дальнейшем и трудился. С 1990 года — заведующий лабораторией методов концентрирования.
В 1969 году — защита кандидатской диссертации, тема: «Обменные экстракционные реакции внутрикомплексных соединений» (руководители И. П. Алимарин и Ю. А. Золотов).
В 1983 году — защита докторской диссертации, тема: «Экстракция соединений анионного типа с позиций комплексообразования и новые возможности её применения в аналитической химии».
С 2003 года — член-корреспондент РАН.
Скончался 8 апреля 2022 года. Похоронен в Москве на Ваганьковском кладбище (участок 30).

## Научная и общественная деятельность
Автор теории обменной экстракции хелатов, а также внёс значительный вклад в теорию экстракции галогенидных и других комплексов металлов и синергетической экстракции.
Член Отделения аналитической химии Европейской ассоциации химических и молекулярных наук. Заместитель председателя НСАХ.
Член редколлегий «Журнала аналитической химии» и журнала «Успехи химии».
Член научных и диссертационных советов ГЕОХИ РАН им. В. И. Вернадского, химического факультета МГУ.
Член бюро Научного совета по аналитической химии РАН, член Отделения аналитической химии Европейской ассоциации химических и молекулярных наук.
Глава оргкомитета Международного конгресса по аналитическим наукам (2006 год).
Главный научный сотрудник лаборатории «Разделение и концентрирование в химической диагностике функциональных материалов и объектов окружающей среды» МИСиС (с 2014 года).
Автор более 250 работ.
Индекс Хирша — 19; количество цитат, начиная с 1975 года — 1309.

## Научные труды
- Спиваков Б. Я., Петрухин О. М. Экстракция галогенидных комплексов металлов с позиций координационной химии. ЖНХ, 1980, т. 25, № 1, с. 245.
- Спиваков Б. Я., Петрухин О. М., Малофеева Г. И., Данилова Т. В. Использование различных типов гетерофазных реакций в твердофазной экстракции. ЖАХ, 1992, т. 47, № 9, с. 1601.
- Спиваков Б. Я. Современные лабораторные методы разделения и концентрирования элементов. Российский химич. журнал, 1994, т. 38, № 1, с. 7.
- Spivakov B.Ya., Shkinev V.M. Membrane Techniques. Encyclopedia of Analytical Science. London: Academic Press, 1995, P. 3045.
- Spivakov B.Ya. Membrane filtration in analytical chemistry. Modern Aspects of Analytical Chemistry. Aachen: Verlag Mainz, 1997, P. 409
- Spivakov B.Ya., Maryutina T.A., Fedotov P.S., Ignatova S.N. Different two-phase liquid systems for inorganic separations. Recent Advances in Metal Ion Separation and Preconcentration. New York: ACS Books, 1998. Chapter XX.

## Награды
- Премия имени Л. А. Чугаева (за 1989 год, совместно с Ю. А. Золотовым и О. М. Петрухиным) — за цикл работ «Комплексообразование в экстракции»
- Премия имени В. Г. Хлопина (за 2004 год, совместно с Ю. А. Золотовым и Л. Н. Москвитиным) — за цикл исследований «Разработка новых методов разделения и концентрирования вещества для решения аналитических, препаративных и технологических задач радиохимии»